# Charleval (Bocas del Ródano)
 Charleval  (en occitano Charlaval) es una comuna y población de Francia, en la región de Provenza-Alpes-Costa Azul, departamento de Bocas del Ródano, en el distrito de Aix-en-Provence y cantón de Lambesc.
Su población en el censo de 1999 era de 2.080 habitantes.
Está integrada en la Communauté d’agglomération Salon-Étang de Berre-Durance .

## Demografía
| 464 | 572 | 598 | 746 | 939 | 947 | 1 001 | 966 | 1 076 | 1 054 | 1 067 | 1 021 | 1 073 | 1 022 | 947 | 934 | 965 | 921 | 900 | 891 | 904 | 1 008 | 1 004 | 996 | 966 | 1 005 | 1 347 | 1 278 | 1 417 | 1 684 | 1 877 | 2 080 | 2324 |
| Para los censos de 1962 a 1999 la población legal corresponde a la población sin duplicidades (Fuente: INSEE [Consultar]) |     |     |     |     |     |       |     |       |       |       |       |       |       |     |     |     |     |     |     |     |       |       |     |     |       |       |       |       |       |       |       |      |